# Waldsiedlung Lehnitz-Nord
Die Waldsiedlung Lehnitz-Nord ist ein denkmalgeschütztes Siedlungsensemble in Lehnitz, einem Ortsteil von Oranienburg in Brandenburg, nördlich von Berlin. 

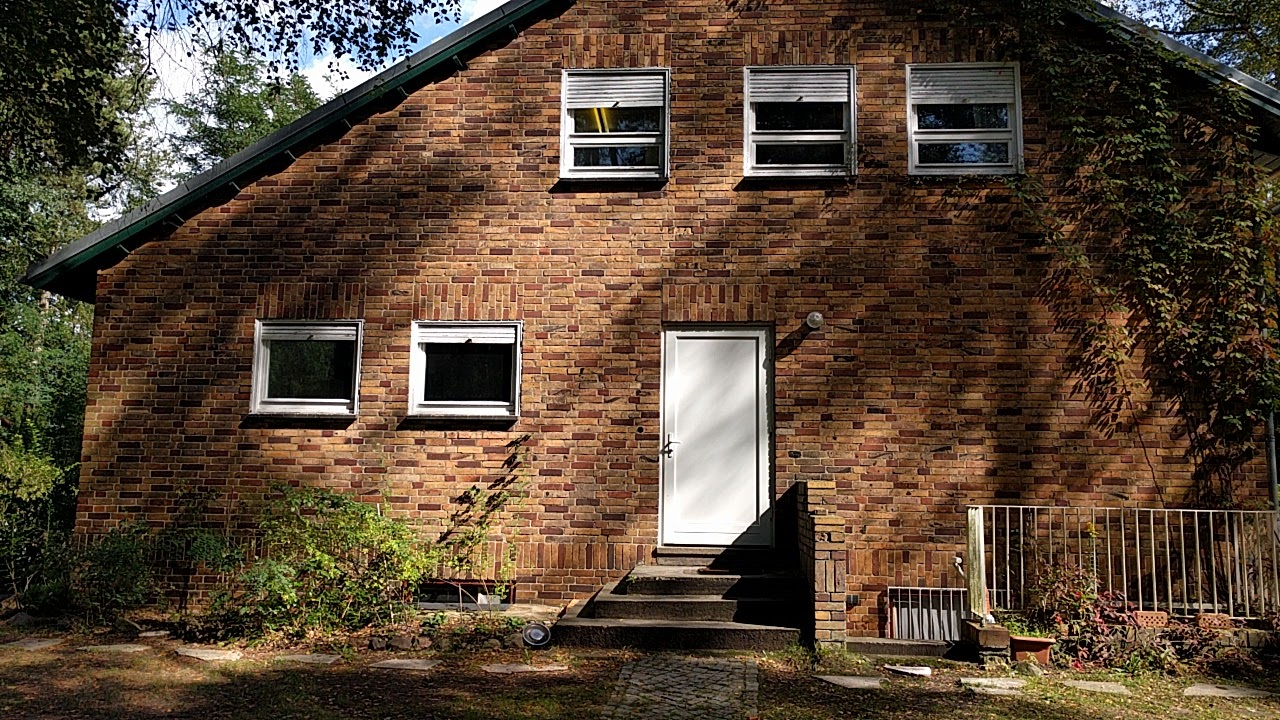
Giebel West Siedlungshaus Lehnitz-Nord

## Zeit des Nationalsozialismus 1938–1945
In den Jahren des Nationalsozialismus ließ die Reichsluftwaffe im Zeitraum 1938 bis 1943 im Oranienburger Forst auf einem Areal von sieben Hektar eine Waldsiedlung mit 20 Einfamilienhäusern für Testpiloten und Offiziere der Luftwaffe errichten. Die aus roten, braunen und gelben Klinkern bestehenden Einzelhäuser wurden vom Architekten Klaus Heese farblich an den vorhandenen Kiefernbestand angepasst.
Am Bau dieser Siedlung wurden Häftlinge der Strafkompanie des nahen Konzentrationslagers Sachsenhausen eingesetzt. Die Klinkersteine für den Bau der Häuser wurden aus dem SS-Klinkerwerk Oranienburg, einem Nebenlager des KZ Sachsenhausen, geliefert.
In diesem Wohnpark wohnten während des Kriegs u. a. Hauptmann Karl Edmund Gartenfeld, Major Siegfried Kneymeyer und Hauptmann Hans Götz sowie Oberst Theodor Rowehl.
Neben ihren Kampfeinsätzen erfüllten diese Piloten an der Versuchsstelle für Höhenflüge am Flughafen Oranienburg diverse Aufgaben.
Da die Luftwaffenoffiziere, vorwiegend Ritterkreuzträger, mit ihren Familien die Nutzer dieser Häuser waren, wurde diese Siedlung im Volksmund „Ritterkreuzsiedlung“ genannt.
Die Lehnitzer Gemeindeverwaltung stimmte im Jahre 1943 der Eingemeindung dieses Siedlungsgebiets unter der Bedingung zu, dass die beabsichtigte Einzäunung wegfiele und die Wege für die Öffentlichkeit begehbar seien.

## Nachkriegsjahre 1945–1955
Nach der Befreiung des KZ Sachsenhausen durch polnische und sowjetische Truppen wurde die Siedlung am 16. Mai 1945 vom neuen antifaschistischen Gemeinderat enteignet und teilweise den Opfern des Faschismus (OdF) zur Verfügung gestellt.
Der eingesetzte Lehnitzer Bürgermeister Richard Müller verhandelte darüber im Juni 1945 mit dem Berliner Vorsitzenden des Hauptausschusses OdF Ottomar Geschke und dessen Sekretär Karl Raddatz. Beide waren ehemalige politische Häftlinge des KZ Sachsenhausen und Mitglieder der KPD. Im Ergebnis wurden dem OdF zum 1. Juli 1945 unter dem Namen "Ernst Thälmann Stiftung der Gemeinde Lehnitz" 16 Häuser zugesprochen. Diese Größenordnung wurde aber von der sowjetischen Militäradministration vereitelt, die im Juni die gesamte Siedlung für eigene Zwecke beschlagnahmte und dem OdF aber immerhin noch 6 Häuser überließ. Im Oktober 1945 zogen die ersten 34 Gäste ein, betreut von der Leiterin Dorothea Froebel im Auftrag des Berliner Magistrats. Mitte 1947 wurden 214 Gäste gezählt.
Insgesamt waren Tausende ehemalige politische Gefangene aus allen Teilen Deutschlands in den Nachkriegsjahren Besucher der Siedlung. Anlässlich des 1. Internationalen Gedenktages der Opfer des Nationalsozialismus weilten Delegationen aus Frankreich, Norwegen, Österreich, Polen, Albanien und der Tschechoslowakei in der Siedlung.
1950 wurde die OdF-Heimeinrichtung geschlossen. Die Häuser standen von nun an dem Krankenhaus und der Aufnahme von Vertriebenen aus dem Osten zur Verfügung, ein Haus wurde für die nächsten 30 Jahre ein Kindergarten.
Außerdem stellten die Stadt Berlin und die Landesregierung Brandenburg Anfang der 1950er Jahre nach Rückgabe der Häuser durch die SMAD prominenten Wissenschaftlern und Künstlern andere Siedlungshäuser als Wohnsitz zur Verfügung u. a. dem Kapellmeister Jürgen Hermann, dem Intendanten Hans Pitra, dem Schriftsteller Heiner Müller, der Professorin Marie Torhorst, dem Professor Klaus Zweiling, dem Sohn des Architekten Bruno Taut, Professor Heinrich Taut und dem Generalsekretär des VVN Karl Raddatz.

## Friedrich Wolf 1948–1953
Der Schriftsteller Friedrich Wolf verbrachte seinen Lebensabend in dieser Siedlung. Nach seinem Tod wurde sein Wohnhaus zum Friedrich-Wolf-Archiv der Akademie der Künste der DDR umgestaltet. Dieses Haus ist innen und außen sehr gut im Originalzustand erhalten und enthält noch komplett die von Friedrich Wolf in Auftrag gegebene Möblierung, entworfen von der holländischen Innenarchitektin Ida Falkenberg-Liefrinck aus dem Jahre 1948. Anlässlich seines 100. Geburtstages wurde vor dem Haus eine Büste aufgestellt.

## DDR 1956–1989
Ab 1956 begann die Gemeindeverwaltung entsprechend den neuen gesetzlichen Möglichkeiten (Verkauf volkseigener Einfamilienhäuser), einige Häuser zu veräußern und für die Grundstücke Nutzungsrechte zu vergeben.
Anfang der 1960er Jahre wurde die durchgehende Häusernummerierung 1–20 aufgehoben, und die Wege bekamen Namen wie Eichenweg, Kiefernweg, Waldring, Agnetenweg mit entsprechenden Hausnummern.
Im Rahmen von Aufbaustunden wurden von den Bewohnern und anderen Bürgern des Ortes die Wege der Siedlung befestigt.
Die Gemeinde achtete darauf, dass keine Veränderungen an den Häusern, Außenanlagen, Zäunen usw. zugelassen wurden, damit das äußere Bild der Siedlung erhalten blieb.
Anfang der 1970er Jahre erfolgte eine formelle Vermessung des Siedlungsgebiets, das bisher als ein Flurstück galt, indem die 20 Grundstücke in der Regel in zwei Parzellen unterteilt wurden.

## Nach dem Ende der DDR 1990–2010
Nach dem Ende der DDR verfolgte die Gemeindeverwaltung ab 1990 Pläne, zwischen den vorhandenen 20 Häusern den Bau weiterer 26 bis 30 Häuser zu ermöglichen. Eine von der Gemeindeverwaltung beschlossene Satzung vom 28. Februar 1991, die ohne Mitwirkung der Bewohner und trotz deren Widerspruchs zustande kam, ließ zwar formell im Rahmen einer Veränderungssperre den Eindruck entstehen, dass die Gestaltung und typische Charakteristik der Siedlung erhalten bleiben sollte, ließ aber im Zusammenhang eines neuen Bebauungsplans die Erstellung einer neuen Satzung zu, die individuelles Bauen ermöglichen konnte.
In diesem Zusammenhang bildete sich im Februar 1991 eine Bürgerinitiative, die einen Antrag auf Denkmalschutz für die gesamte Siedlung stellte und sich für den Erhalt der Siedlung in ihrer typischen Gestaltung und ursprünglichen Anlage einsetzte. Seit 1996 ist die gesamte Siedlung per „Satzung zum Schutz des Denkmalbereiches der Waldsiedlung Lehnitz-Nord, ehemalige Ernst-Thälmann-Siedlung in Lehnitz“ denkmalgeschützt.